# Marsh Ecology Award
Премия Марша по экологии (англ. Marsh Ecology Award) — британская премия за выдающиеся достижения в области экологии, которую вручают с 1996 года. Размер премии составляет £ 1,000. Лауреатами премии могут стать учёные любой страны мира. Премия вручается трестом Marsh Christian Trust (осн. Brian Marsh в 1981 году) совместно с Британским экологическим обществом (British Ecological Society).

## Лауреаты
- 1996 Джон Хартли Лоутон
- 1997 en:J. Philip Grime[1]
- 1998 en:Tim H. Clutton-Brock
- 1999 en:John L. Harper
- 2000 William J. Sutherland
- 2001 Sam Berry
- 2002 James H. Brown
- 2003 Andrew Watkinson
- 2004 Стивен Хаббелл
- 2005 Илкка Хански
- 2006 en:Phil Ineson
- 2007 Christian Körner[англ.]
- 2008 (не вручалась)
- 2009 Michael Begon
- 2010: Jeremy A. Thomas[англ.]
- 2011: E. J. Milner-Gulland[англ.]
- 2012: Tim Coulson
- 2013: Kevin Gaston
- 2014: Rosie Woodroffe[англ.]
- 2015: Jane Memmott[англ.]
- 2016: Lynne Boddy[англ.]
- 2017: Лаворель, Сандра
- 2018: Katherine J. Willis, Baroness Willis of Summertown[англ.]
- 2019: Andy Purvis
- 2020: Teja Tscharntke
- 2021: Julia Koricheva
- 2022: Kate Jones (scientist)[англ.]
- 2023: Maria Dornelas[англ.]